# Шкляревский, Сергей Сергеевич
Сергей Сергеевич Шкляревский (1848—?) — русский врач-хирург, доктор медицины.
Окончил в 1871 году Санкт-Петербургскую медико-хирургическую академию с отличием и был на три года оставлен при академии для подготовки к профессорскому званию. После защиты докторской диссертации («Патолого-анатомическое исследование процесса заживления ран реберных хрящей») он был зачислен в штат клинического военного госпиталя академии, где проходил хирургическую подготовку.
Во время русско-турецкой войны в 1877 году работал с Пироговым, который писал: «Ямного обязан прикомандированному ко мне доктору Шкляревскому, оказавшему мне самую существенную помощь во время экспедиции как лично, так и в составлении самого отчета, статистическая часть которого разработана им преимущественно весьма тщательно и со знанием дела». За свою деятельность во время войны Шкляревский был награждён орденом Св. Владимира 4-й степени с мечами. В 1879 году он возглавил хирургическое отделение Киевского военного госпиталя.
Он был лечащим врачом Н. И. Пирогова и подробно описал историю его последней болезни («Врач». — 1882. — № 10); была напечатана его речь после панихиды в киевском военном госпитале: «Очерк жизни и деятельности Н. И. Пирогова».
Известен своими научными работами:
- О больших операциях, произведенных в хирургическом клиническом отделении Киевского военного госпиталя
- Употребление газов в терапии, акушерстве и хирургии
- Ушиб затылочной части головы с кровоизлиянием в части мозга, лежащие в основании черепной полости
- Йодоформ в хирургии

также для народного чтения:
- Какая пища нам в пользу и какая во вред / [С. Шкляревский]. — Киев: тип. Губ. правл., 1882. — 39 с.